# Concours commun des instituts nationaux polytechniques
Ne doit pas être confondu avec École polytechnique (France)#Concours cycle polytechnicien, Réseau Polytech, Geipi Polytech ou Cycle préparatoire polytechnique.
Pour les articles homonymes, voir CCP.
Le concours commun des instituts nationaux polytechniques (CCINP), anciennement concours communs polytechniques ou CCP, sont des concours d’entrée dans 72 écoles d’ingénieurs françaises, dont celles faisant partie du groupe INP, du groupe ISAE, de la fédération Gay-Lussac, et du réseau Polyméca.
Ils sont ouverts aux étudiants en classes préparatoires aux grandes écoles (CPGE)
Par ailleurs, il existe un concours PASS'Ingénieur (pour : passerelle nationale d'intégration dans les écoles d'ingénieurs) destiné aux étudiants en licences scientifiques. Cependant, les écoles accessibles ne sont pas les mêmes selon la provenance des élèves.

## Présentation

Logo en 2016.

Le concours voit le jour en 1947 sous le nom de « concours ENSI », ou « concours des ENSI », et s'adresse aux écoles nationales supérieures d'ingénieurs (ENSI) qui viennent d'être créées cette année-ci,. Il prend le nom de concours communs polytechniques (CCP) en 1992, puis de concours commun des instituts nationaux polytechniques (CCINP) en 2018.
CCINP organise des concours communs à 72 écoles d'ingénieurs françaises post-prépa qui délivrent toutes un diplôme reconnu par la commission des titres d'ingénieur (CTI). Environ 27 167 candidats y ont participé en 2018.
Tous les ans, les étudiants ont jusqu'à début janvier pour s'inscrire au concours, sur le site du service de concours écoles d'ingénieurs (SCEI). Les concours sont divisés en deux parties : une partie écrite composée de plusieurs épreuves qui a lieu en mai, et des épreuves orales qui se déroulent de fin juin à mi-juillet pour les candidats admissibles. Ce système concerne 32 des écoles d'ingénieurs partenaires. En effet, les 40 autres recrutent en banque d'épreuves. Les étudiants sont ensuite répartis dans les différentes écoles selon les vœux qu'ils avaient organisés au préalable et selon leur classement. En 2018, 3 661 places ont été offertes aux étudiants.

## Concours sur programme des CPGE

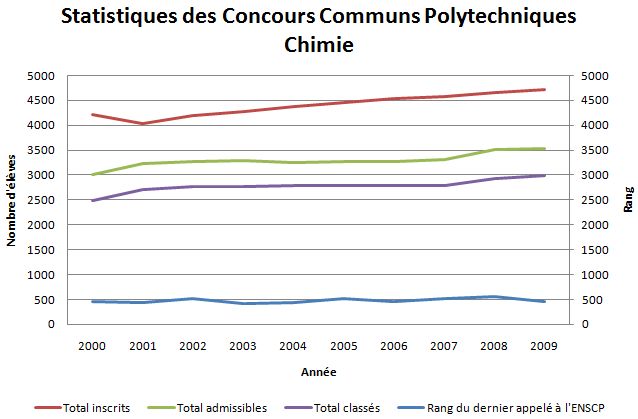
Les statistiques du nombre d'étudiants inscrits, admissibles et classés à CCP PC Chimie

Ce concours permet l’admission des élèves-ingénieurs sur les programmes des classes préparatoires aux grandes écoles pour les filières mathématiques et physique (MP), mathématiques, physique et informatique (MPI), physique et chimie (PC) (option physique PH ou chimie CH), physique et sciences de l'ingénieur (PSI), physique et technologie (PT), technologie et sciences industrielles (TSI) et technologie, physique et chimie (TPC). La forme actuelle de ce concours date de 2004.

### Filières MP, MPI, PC, PSI, TSI, TPC
Aucune condition d’âge, de diplôme ou de scolarité n’est généralement exigée, à l’exception des concours filières TSI et TPC qui sont ouverts exclusivement aux candidats scolarisés en classe préparatoire TSI ou TPC.
Le nombre de places offertes était de 2716 en 2016. Pour la session 2024, le nombre de "places susceptibles d'être offertes" est de 3598.
| Filière MP | Filière MPI | Filière PC | Filière PSI |
| --- | --- | --- | --- |
| Épreuves écrites : - Mathématiques 1 - Mathématiques 2 - Physique-Chimie - Sciences Industrielles - Français-Philosophie - Langue vivante - Langue vivante facultative Épreuves orales : - Mathématiques - Physique - Langue vivante - Travail d’initiative personnelle encadré (TIPE) | Épreuves écrites : - Mathématiques 1 - Mathématiques 2 - Physique-Chimie - Informatique - Français-Philosophie - Langue vivante - Langue vivante facultative Épreuves orales : - Mathématiques - Physique - Informatique - Langue vivante - Travail d’initiative personnelle encadré (TIPE) | Épreuves écrites : - Mathématiques - Physique - Chimie - Modélisation de systèmes Physiques-Chimiques - Français-Philosophie - Langue vivante - Langue vivante facultative Épreuves orales : - Mathématiques - Chimie Physique - Travail d’initiative personnelle encadré (TIPE) - TP Physique ou Chimie - Langue vivante | Épreuves écrites : - Mathématiques - Physique - Chimie - Modélisation et Ingénierie Numérique - Sciences industrielles - Informatique - Français-Philosophie - Langue vivante - Langue vivante facultative Épreuves orales : - Mathématiques - Physique - Sciences industrielles - Travail d’initiative personnelle encadré (TIPE) - Langue vivante |

| Filière TSI | Filière TPC |
| --- | --- |
| Épreuves écrites : - Mathématiques - Physique et Chimie - Français-Philosophie - Modélisation - Informatique - Projet - Langue vivante - Langue vivante facultative Épreuves orales : - Mathématiques - Physique et Chimie - Travail d’initiative personnelle encadré (TIPE) - TP - Langue vivante | Épreuves écrites : - Mathématiques - Physique - Chimie - Modélisation de systèmes physiques et/ou chimiques - Français-Philosophie - Langue vivante - Langue vivante facultative Épreuves orales : - Mathématiques - Physique ou chimie - TP de physique ou chimie - Travail d’initiative personnelle encadré (TIPE) - Langue vivante |

### Filière PT
Certaines écoles du groupe concours polytechniques recrutent des candidats issus de classe préparatoire physique et technologie (PT) via la Banque PT.
Tout comme pour les filières MP, PC, PSI et TSI, aucune condition d’âge, de diplôme ni de scolarité n’est exigée. Le nombre de places offertes était de 179 en 2016,.

### Banque d'épreuves
28 écoles d’ingénieurs recrutent leurs élèves provenant de classes préparatoires aux grandes écoles, en particulier les TSI, à l'aide de la banque d'épreuves des concours communs polytechniques. Elles utilisent les épreuves écrites et orales de CCP mais appliquent leurs propres coefficients. Parmi ces écoles, on compte les ENS Paris-Saclay et de Rennes (écoles normales supérieures) ainsi que les écoles des Mines d'Albi, d'Alès, de Douai (devenu par la suite IMT Lille Douai) et, précédemment, l'ancienne école des mines de Nantes (actuel IMT-Atlantique), qui recrutent leurs TSI de cette manière.
Certains concours en banque d’épreuves exigent des conditions particulières d’inscription.
Le nombre de places offertes était de 732 en 2016.

## Pass Ingénieur
Ce concours est réservé aux étudiants ayant validé quatre semestres de licence (L2, DEUG) dans le domaine des « Sciences et Technologies » et à ceux qui les auront la même année du concours. Les élèves de CPGE n’ont cependant pas le droit de le passer. Certaines universités assurent une préparation spécifique à ce concours (CUPGE). La forme actuelle de ce concours date de 2018.
Il existe trois filières : mathématiques informatique (MI), mathématiques physique (MP), physique chimie (PC), avec des épreuves communes. Un candidat n'est autorisé à s'inscrire qu'à une seule filière du concours par session. Ces différents concours sont composés d'épreuves écrites et orales.
Le nombre de places offertes est de 258 en 2018.

## Écoles concernées

### Écoles du groupe concours polytechniques accessibles avec les concours communs polytechniques en 2016[18]
- École nationale supérieure de mécanique et des microtechniques de Besançon (ENSMM) : MP, PC-PH, PSI, TSI, PT, L2 ST
- École supérieure des technologies industrielles avancées de Bidart (ESTIA) : L2 ST
- École nationale supérieure de chimie, de biologie et de physique de Bordeaux (ENSCBP) : PC-CH, TPC, L2 ST
- École nationale supérieure d'électronique, informatique, télécommunications, mathématiques et mécanique de Bordeaux (ENSEIRB MATMÉCA) : MP, PC-PH, PSI, TSI, PT, L2 ST
- École nationale supérieure d'ingénieurs de Caen (ENSI) : MP, PC-PH, PC-CH, PSI, TSI, TPC, PT, L2 ST
- École internationale des sciences du traitement de l'information (EISTI Paris - Pau) : MP, PC-PH, PSI, PT
- École nationale supérieure de l'électronique et de ses applications de Cergy (ENSEA) : L2 ST
- École d'ingénieurs Sigma Clermont (ex ENSCCF et IFMA) : PC-CH, TPC, L2 ST
- Institut supérieur d'informatique, de modélisation et de leurs applications de Clermont-Ferrand (ISIMA) : MP, PC-PH, PSI, TSI, PT
- École supérieure de chimie organique et minérale de Compiègne (ESCOM) : TPC
- École nationale supérieure d'informatique pour l'industrie et l'entreprise d'Évry (ENSIIE) : L2 ST
- École nationale supérieure de l'énergie, l'eau et l'environnement (Ense3) : MP, PC-PH, PSI, TSI, PT
- École nationale supérieure d'informatique et de mathématiques appliquées de Grenoble (ENSIMAG) : MP, PC-PH, PSI, PT
- École nationale supérieure en systèmes avancés et réseaux (Esisar) : MP, PC-PH, PSI, PT
- École internationale du papier, de la communication imprimée et des biomatériaux « Pagora » : MP, PC-PH, PSI, TSI, TPC, PT
- École nationale supérieure de physique, électronique et matériaux « Phelma » : MP, PC-PH, PSI, TSI, PT
- École nationale supérieure de chimie de Lille (ENSCL) : PC-CH, TPC, L2 ST
- École nationale supérieure de céramique industrielle de Limoges (ENSCI) : PT, L2 ST
- École supérieure chimie physique électronique de Lyon (CPE Lyon) : MP, PC-PH, PC-CH, PSI, TSI, TPC, PT
- Institut textile et chimique de Lyon (ITECH) : TPC
- École nationale supérieure de chimie de Montpellier (ENSCM) : PC-CH, TPC
- École nationale supérieure de chimie de Mulhouse (ENSCMu) : PC-CH, TPC
- École nationale supérieure d'électricité et de mécanique de Nancy (ENSEM) : MP, PC-PH, PSI, TSI, TPC, PT, L2 ST
- École nationale supérieure de géologie de Nancy (ENSG) : MP, PC-PH, PSI
- École nationale supérieure des industries chimiques de Nancy (ENSIC) : MP, PC-CH, PSI
- École nationale supérieure en génie des systèmes et de l'innovation de Nancy (ENSGSI) : L2 ST
- École nationale des sciences géographiques (ENSG-Géomatique) : L2 ST
- Institut supérieur de l'automobile et des transports de Nevers (ISAT) : L2 ST
- Institut supérieur de mécanique de Paris (Supméca Paris) : MP, PC-PH, PSI, TSI, PT, L2 ST
- École nationale supérieure en génie des technologies industrielles de Pau (ENSGTI) : MP, PC-PH, PSI, TPC, L2 ST
- École nationale supérieure de mécanique et d'aérotechnique de Poitiers (ISAE ENSMA) : MP, PC-PH, PSI, TSI, PT, L2 ST
- École nationale supérieure d'ingénieurs de Poitiers (ENSI Poitiers) : MP, PC-PH, PC-CH, PSI, TSI, TPC, PT
- École nationale supérieure de chimie de Rennes (ENSCR) : PC-CH
- École européenne de chimie, polymères et matériaux de Strasbourg (ECPM) : PC-CH, TPC, L2 ST
- École nationale du génie de l'eau et de l'environnement de Strasbourg (ENGEES) : MP, PC-PH, PSI
- Télécom Physique Strasbourg : MP, PC-PH, PSI, TSI, L2 ST
- École nationale supérieure d'électrotechnique, d'électronique, d'informatique, d'hydraulique et des télécommunications de Toulouse (ENSEEIHT) : MP, PC-PH, PSI, TSI, PT
- École nationale supérieure des ingénieurs en arts chimiques et technologiques de Toulouse (ENSIACET) : MP, PC-PH, PC-CH, PSI, TPC, L2 ST
- SeaTech Toulon : MP, PC-CH, PSI, TSI, TPC, PT
- École nationale de l'aviation civile de Toulouse (ENAC) : MP, PC-PH, PSI, PT, L2 ST
- École nationale supérieure d'ingénieurs en informatique automatique mécanique énergétique électronique de Valenciennes (ENSIAME) : MP, PC-PH, PSI, TSI, TPC, PT

### Écoles en banques d'épreuves[19]
- École européenne d'ingénieurs en génie des matériaux de Nancy (EEIGM) : PC, PSI
- École d'ingénieurs du Littoral Côte d'Opale (EIL) : TSI
- École des ingénieurs de la ville de Paris (EIVP) : TSI
- École normale supérieure Paris-Saclay et École normale supérieure de Rennes (ENS) : TSI
- École nationale d'ingénieurs de Tarbes (ENIT) : TSI
- École nationale de la statistique et de l'analyse de l'information de Rennes (ENSAI) : MP
- École nationale supérieure des arts et industries textiles de Roubaix (ENSAIT) : TSI
- ENSIL-ENSCI Ecole d'ingénieurs de Limoges (ENSIL-ENSCI) : MP, PC, PSI et PT
- École nationale supérieure de génie industriel de Grenoble (Grenoble INP - Génie industriel) : MP, PC, PSI, PT, TSI
- École nationale supérieure en génie des systèmes industriels de Nancy (ENSGSI) : MP, PC, PSI, TSI
- École nationale supérieure d'ingénieurs Sud Alsace (ENSISA) : MP,PC,PSI,TSI
- École nationale supérieure des technologies et industries du bois d'Épinal (ENSTIB) : MP, PC, PSI, TSI
- Écoles des mines d’Albi, Alès, Douai et Nantes : TSI
- École nationale des travaux publics de l’État de Lyon (ENTPE) : TSI
- École et observatoire des sciences de la Terre de Strasbourg (EOST) : MP, PC, PS
- École supérieure d'ingénieurs en génie électrique de Rouen (ESIGELEC) : TSI
- École polytechnique universitaire de Bourgogne : TSI
- École supérieure des technologies industrielles avancées de Bidart (ESTIA) : TSI
- École spéciale des travaux publics de Paris (ESTP) : TSI
- Institut supérieur de l’automobile et des transports de Nevers (ISAT) : TSI
- Institut supérieur d’électronique de Paris (ISEP) : TSI
- École d’ingénieurs en informatique et systèmes d’information pour la santé (ISIS) : TSI
- Réseau Polytech (Marseille, Clermont-Ferrand, Annecy-Chambéry, Grenoble, Lille, Lyon, Montpellier, Nantes, Nice-Sophia, Orléans, Tours, Paris UPMC, Paris-Sud) : TSI
- Institut d'ingénierie informatique de Limoges (3IL) : TSI
- École de l'air de Salon-de-Provence : MP, PC, PSI
- École spéciale militaire de Saint-Cyr : MP, PC, PSI

## Pour approfondir

### Textes réglementaires
- Arrêté du relatif aux progremmes et modalités d’admissions dans certaines écoles nationales supérieures d’ingénieurs et écoles assimilées à compter de 1979
- Arrêté du 7 avril 1987 relatif aux admissions par concours des titulaires du diplôme d'études universitaires générales, mention sciences, dans certaines écoles d'ingénieurs
- Arrêté du 13 mars 1997 relatif à l'admission en première année de certaines écoles d'ingénieurs
- Arrêté du 29 novembre 1994 relatif aux recrutements par concours des titulaires du diplôme d'études universitaires générales, mention Sciences, section A, du diplôme d'études universitaires générales Sciences, mention Mathématiques, informatiques et application aux sciences et mention Sciences de la matière et du diplôme d'études universitaires générales Technologie industrielle
- Arrêté du 18 novembre 1998 relatif à l'admission en première année dans certaines écoles d'ingénieurs
- Arrêté du 3 octobre 2000 relatif au recrutement par concours de titulaires du diplôme d'études universitaires générales dans certaines écoles d'ingénieurs
- Arrêté du 5 novembre 2004 relatif à l'admission en première année dans certaines écoles d'ingénieurs
- Arrêté du 3 avril 2007 relatif au recrutement par concours d'étudiants ayant validé quatre semestres de licence dans le champ des sciences et technologies, soit 120 crédits européens, dans certaines écoles d'ingénieurs
- Arrêté du 17 octobre 2014 relatif à l'admission en première année dans certaines écoles d'ingénieurs
- Arrêté du 15 mars 2018 relatif au recrutement par concours d'étudiants ayant validé quatre semestres de licence dans le champ des sciences et technologies, soit 120 crédits européens, en première année de certaines écoles d'ingénieurs